# Le Trou dans le mur
Pour plus de détails, voir Fiche technique et Distribution.
Le Trou dans le mur (The Hole in the Wall) est un film américain en noir et blanc réalisé par Robert Florey, sorti en 1929. 
C'est un remake parlant du film muet de 1921 : The Hole in the Wall (en).

## Synopsis
Jean Oliver (Claudette Colbert) sort de prison après avoir été accusée à tort de vol par une vieille dame. Elle rencontre "The Fox" (Edward G. Robinson), leader d'une bande de voleurs de bijoux se cachant derrière un cabinet de voyance pour mener leur délits. À la suite d'un accident de train, la femme faisant office de voyante au sein de la bande, Madame Mysteria, meurt. Jean Oliver prend alors sa place, mais demande en échange de kidnapper la petite-fille de l'accusatrice pour se venger de la responsable de ses années passées en prison.

## Fiche technique
- Titre : Le Trou dans le mur
- Titre original : The Hole in the Wall
- Réalisation : Robert Florey
- Assistant réalisateur : Irving Rapper (non crédité)
- Scénario : Pierre Collings (non crédité), d'après une pièce de Frederick J. Jackson (1920)
- Musique : Gerard Carbonara (non crédité)
- Photographie : George J. Folsey
- Montage : Mort Blumenstock
- Société de production et de distribution : Paramount Pictures
- Pays de production :  États-Unis
- Langue originale : anglais américain
- Format : noir et blanc — 35 mm — 1,20:1 — son : mono (Movietone)
- Genre : drame et film de gangsters
- Durée : 73 min
- Date de sortie : 
  - États-Unis : 27 avril 1929

## Distribution
- Claudette Colbert : Jean Oliver
- Edward G. Robinson : "The Fox"
- David Newell : Gordon Grant
- Nellie Savage : Madame Mystera
- Donald Meek : Goofy
- Alan Brooks : Jim
- Louise Closser Hale : Mme Ramsay
- Katherine Emmet : Mme Carlake
- Marcia Kagno : Marcia
- Barry Macollum : Dogface
- George MacQuarrie :  Inspecteur
- Helen Crane : Mme Lyons

## Autour du film
- C'est le premier film parlant de Claudette Colbert et d'Edward G.Robinson.
- Edward G. Robinson interprète pour la première fois de sa carrière un rôle de gangster à l'écran. Ce rôle peut être vu comme un entrainement pour le succès ultérieur que sera le film de 1931 : Le Petit César, dans lequel l'acteur incarne un gangster.
- Le décor du cabinet de voyance peut être rapproché à l'esthétique du Cinéma expressionniste, et au décor du film Le Cabinet du docteur Caligari (Robert Wiene, 1920).